# Métropole de Corinthe

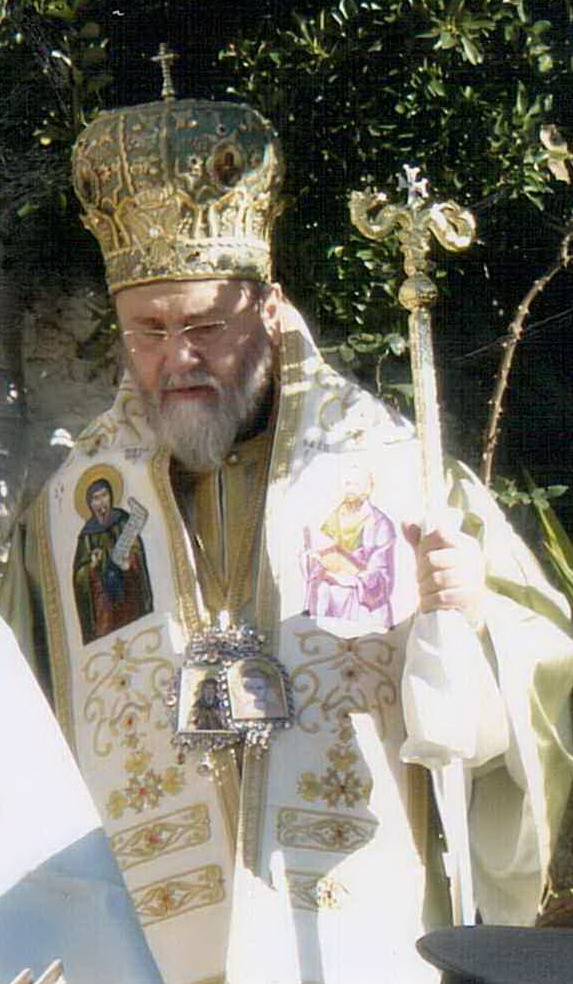
Le métropolite Denys lors de la célébration annuelle de la fête de, le 8 décembre 2012.

La Métropole de Corinthe (en grec byzantin : Ιερά Μητρόπολις Κορίνθου, Σικιώνος, Ζεμενού, Ταρσού και Πολυφέγγους) est un évêché de l'Église orthodoxe de Grèce. Cet évêché a été fondé par saint Paul.
La métropole exerce son autorité sur l'isthme de Corinthe et sur une partie du Péloponnèse. L'évêque porte aujourd'hui le titre de métropolite de Corinthe, Sicyone, Zemenon, Tarsos (el) et Polyphengos, relevant ainsi les noms d'anciens évêchés de la région. Le territoire de la métropole compte 162 paroisses.

## La cathédrale
- La cathédrale de Corinthe porte le nom de Saint-Paul
- Celle de Kiato est dédiée à la Transfiguration.

## Les métropolites
- Denys (en) (né Mantalos), depuis 2006. Né à Néo Psychikó en 1952, il a été ordonné évêque le 15 octobre 2006.
- Pantéléïmon (né Karanikolas à Kranidion d'Hermionide en 1919), 1965-2010.

## L'histoire
Le siège a été illustré par saint Macaire de Corinthe.

## Le territoire

### Doyenné de Corinthe
- Corinthe (9 paroisses)

### Doyenné de Sicyone (Kiato)
20 paroisses dont :
- Kiáto (4 paroisses)

### Doyenné deVócha
13 paroisses dont :
- Bochaïkon (1 paroisse)

### Doyenné de Loutráki
9 paroisses dont :
- Loutráki (2 paroisses)

### Doyenné de Xylókastro
15 paroisses dont :
- Xylókastro (2 paroisses)
- Zéméno (1 paroisse)

### Doyenné de Némée
15 paroisses dont :
- Némée (3 paroisses)

### Doyenné de Kléonai
14 paroisses dont :
- Cléones (1 paroisse)

### Doyenné d'Evrostína
17 paroisses dont :
- Dervéni (2 paroisses)

### Doyenné de Vélo
9 paroisses dont :
- Vélo (2 paroisses)

### Doyenné deSolygie
10 paroisses dont :
- Loutra Elenis (en) (1 paroisse)

### Doyenné de Trikala
12 paroisses dont :
- Trikala (3 paroisses)

### Doyenné de Phénéos
9 paroisses dont :
- Phénéos (1 paroisse)
- Tarsos (el) (1 paroisse)

### Doyenné de Stymphalie
9 paroisses dont :
- Stymphale (1 paroisse)

## Les monastères

### Monastère d'hommes
- Monastère Saint-Georges de Phénéos, fondé en 1610.

### Monastère de femmes
- Monastère Saint-Patapios, Loutráki.

## Les solennités locales
- Fête de saint Paul le 29 juin et le 3e dimanche d'octobre.
- Fête du saint néomartyr Nicolas de Psarion le 1er dimanche de juin.
- Fête de sainte Parascève le 26 juillet.
- Fête de saint Patapios au monastère qui porte son nom et où il repose, le 8 décembre.

## Les sources
- (el) Le site de la métropole : http://www.imkorinthou.org/
- Diptyques de l'Église de Grèce, éditions Diaconie apostoliques, Athènes (édition annuelle)